# Tamim ad-Darí
Tamim ad-Darí (àrab: تميم الداري, Tamīm ad-Dārī) fou un cristià de Palestina que va arribar a ser company de Mahoma. Es va convertir a l'islam encara que altres membres de la seva família van restar cristians. Se suposa que era cristià però d'origen àrab com testimonia la seva nisba. A la mort d'Uthman ibn Affan va retornar a Síria (656) i potser fou governador d'Hebron. Va introduir al culte islàmic algunes coses pròpies del cristianisme de Palestina com les llums d'oli a les mesquites.